# Mor (humus)
Mor (soms ook ruwe humus genoemd) is een humusvorm die ontstaat doordat organisch materiaal accumuleert op bodems met slechte verteringsomstandigheden. Biologische afbraak en homogenisatie verlopen er zeer langzaam of ontbreken. Wanneer de laatstgenoemde processen wel langzaam van kracht zijn spelen schimmels in de afbraak een dominante rol; de bodemfauna speelt hierin geen belangrijke rol. Bij mor zijn de celstructuren van plantenresten in de bovenste laag nog herkenbaar.
Mor komt overwegend voor op oligotrofe, droge zandgronden met een lage pH. In landschappelijke context betreft dit in Nederland en Vlaanderen de hogere zandgronden.
Onder natte, zuurstofarme tot anaerobe omstandigheden vindt er bij mor nutriëntenaccumulatie plaats. Wanneer bodems met mor verdrogen worden deze nutriënten plots beschikbaar en vindt interne eutrofiëring plaats. 

## Vegetatie
Dikwijls wordt mor gevormd door vegetatietypen die moeilijk afbreekbaar strooisel produceren dat zich nauwelijks met de minerale bodem vermengd. Zo komt mor in Nederland en Vlaanderen bijvoorbeeld veel voor in het substraat van vegetatie van de klasse van droge heiden (Calluno-Ulicetea) en de bosgrond van vegetatie van de klasse van naaldbossen (Vaccinio-Piceetea) en de klasse van eiken- en beukenbossen op voedselarme grond (Quercetea robori-petraeae).